# Lebar
Lebar je 154. najbolj pogost priimek v Sloveniji, ki ga je po podatkih Statističnega urada Republike Slovenije na dan 31. decembra 2007 uporabljalo 1057 oseb.

## Znani nosilci priimka
- Ana Lebar (1887 - 1951), specialna pedagoginja, pisateljica
- Andrej Lebar, fizik (FS UL)
- Feliks (Srečko) Lebar (1881 - 1947), zdravnik in porodničar v Prlekiji
- Franc Lebar, srednješolski ravnatelj v Kranju
- Iztok Lebar Bajec, računalnikar in pedagog
- Josip Lebar (1849 - 1920), zdravnik in porodničar v Prlekiji
- Mare Lebar, glasbenik kitarist
- Metka Lebar, pianistka in glasbena pedagoginja
- Tilen Lebar (*1993), klasični saksofonist in skladatelj
- Žiga Lebar, animator lutk in scenograf